# Atac amb àcid

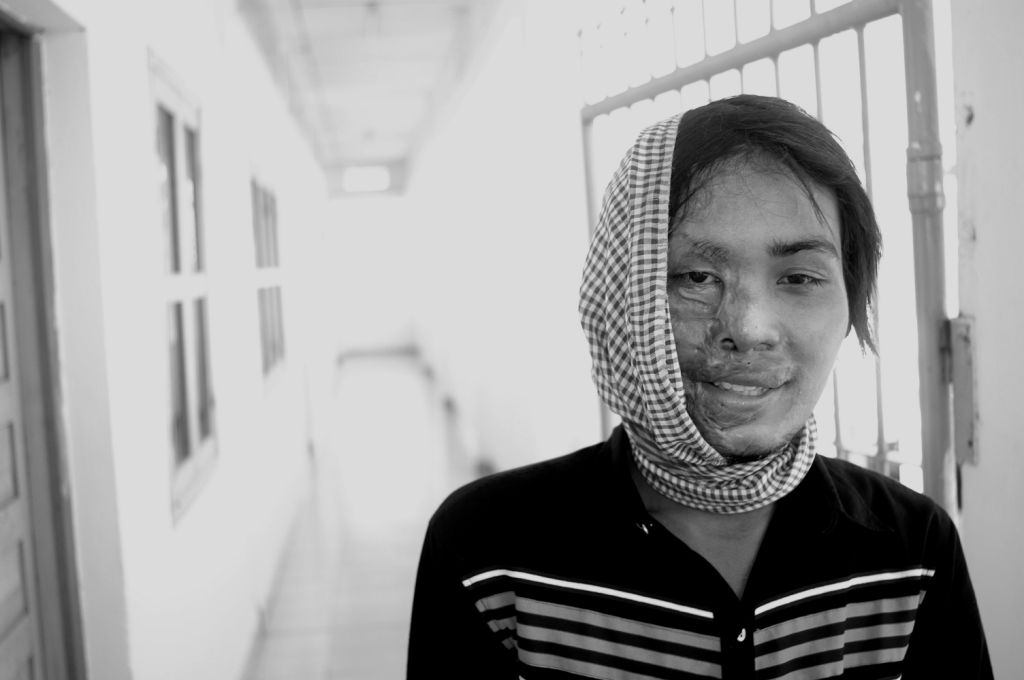
Una víctima d'atac amb àcid a Cambodja

L'agressió amb àcid a una dona, atac amb àcid
o bany d'àcid
és un tipus de violència contra les dones que consisteix a llençar àcid sulfúric, àcid nítric o àcid clorhídric a una dona o a una nena, a causa del masclisme, i que pretén restituir l'honor d'una família, o bé la masculinitat o capricis d'un home sovint de la seva família, en general un pare, un marit o un pretendent. A molts països es tracta d'un delicte mentre que a d'altres és un càstig socialment acceptat, i regulat per la llei o la tradició.
Algunes excuses que poden motivar aquesta mena d'agressió poden ser l'assistència de nenes a l'escola,
la naixença d'una filla en una família a la que l'agressor considera que ja hi ha massa dones, la gelosia, el rebuig al matrimoni, negociacions de la dot entre les dues famílies, la sospita de manca de virginitat d'una pretendent o de manca de fidelitat d'una esposa, la manca de decència o d'altres.

## Danys
Els agressors d'aquest crim d'honor llancen àcid a la cara de les dones per desfigurar-les de manera irreversible. Els àcids nítrics i sulfúrics causen un efecte molt perjudicial en la carn humana al fondre la pell i exposar els ossos, que a vegades arriben a dissoldre's. A més, algunes de les víctimes perden la visió d'un o dels dos ulls, mentre que d'altres queden traumatitzades psicològicament tota la vida. A països com Nigèria s'exerceix deliberadament a fi de mutilar o matar, i moltes dones que han sofert un «bany d'àcid» han mort a causa d'això.
La depressió i l'ansietat són corrents a les persones amb greus danys per cremades, tanmateix, per a les víctimes d'agressions amb àcid les cicatrius que queden al seu cos solen afegir sentiments de vergonya. La mateixa vergonya que senten les persones agredides, per exemple a una violació, l'associada al sentiment de culpa per haver sobreviscut a l'atac i el fet de sentir que han d'amagar-se per por a l'estigmatització que tenen les víctimes d'aquestes agressions a les comunitats a les quals viuen. Moltes supervivents tenen records vívids de l'atac, cosa que els provoca una gran angoixa, en especial si coneixen l'atacant i saben que poden ser de nou agredides.

## Casos
Al món, segons l'Enciclopèdia del Món Àrab, el 40% de les agressions amb àcides fan a nenes menors d'edat.
La major part dels casos es fa a països africans i asiàtics, com Nigèria, Bangladesh, Cambodja, Afganistan o Pakistan.
En deu anys, des de 1999 a 2009, a Bangladesh s'han registrat més de 2.600 casos, d'acord amb les dades facilitades per la Fundació dels Supervivents de l'Àcid (ASF) del país. La majoria d'aquestes víctimes van ser menors d'edat. Molts atacs mai surten a la llum, ja que la gent pobre no acudeix a la justícia i que els mitjans de comunicació només informen d'aquells casos que arriben als tribunals.
Les agressions amb àcid no es donen només a Àsia, també hi ha casos més esporàdics a Espanya, per exemple. A Catalunya hi ha hagut casos diferents d'atac amb àcid, per exemple ruixant sense avisar amb àcid el pany d'una porta perquè la víctima es danyi les mans.

## Legislació
Els àcids nítrics i sulfúric, rebaixats amb aigua a la majoria de casos, tenen diversos usos, per exemple a joieria, cosa que els fa fàcils d'adquirir en grans quantitats i a un preu mòdic. Tanmateix, les agressions amb aquests àcids han fet que a Bangladesh, per exemple, hagin de ser considerats com una arma. Així, des de 2002 hi existeix en teoria una llicència per posseir aquestes substàncies, però a la pràctica els controls i inspeccions són gairebé inexistents. En principi, en aquest país el 2002 es va introduir en aquest país la pena de mort per als agressors amb àcid, però aquesta llei és ignorada a tal punt que, malgrat això, el 2005 en aquest país s'havia atacat amb àcid a 267 persones i gairebé cada dia la Fundació dels Supervivents de l'Àcid en rep una nova víctima.